# 583 Klotilde
583 Klotilde è un asteroide della fascia principale del diametro medio di circa 81,64 km. Scoperto nel 1905, presenta un'orbita caratterizzata da un semiasse maggiore pari a 3,1710695 UA e da un'eccentricità di 0,1617755, inclinata di 8,25062° rispetto all'eclittica.
Il suo nome è in onore della figlia dell'astronomo austriaco Edmund Weiss.